# Jinqiao (sockenhuvudort i Kina, Liaoning Sheng, lat 40,63, long 122,48)
Jinqiao är en sockenhuvudort i Kina. Den ligger i provinsen Liaoning, i den nordöstra delen av landet, omkring 150 kilometer sydväst om provinshuvudstaden Shenyang. Antalet invånare är 38 680. Befolkningen består av 18 572 kvinnor och 20 108 män. Barn under 15 år utgör 12,0 %, vuxna 15-64 år 78 %, och äldre över 65 år 9,0 %.
Runt Jinqiao är det tätbefolkat, med 331 invånare per kvadratkilometer. Närmaste större samhälle är Gangdu, 2,7 km öster om Jinqiao. Trakten runt Jinqiao består till största delen av jordbruksmark.
Genomsnittlig årsnederbörd är 976 millimeter. Den regnigaste månaden är juli, med i genomsnitt 249 mm nederbörd, och den torraste är januari, med 7 mm nederbörd.